# Ithaca (Michigan)
Ithaca è un comune degli Stati Uniti d'America, situato nello Stato del Michigan, nella Contea di Gratiot, della quale è anche il capoluogo.